# Kwagunt-Formation
Die Kwagunt-Formation ist die oberste Formation der neoproterozoischen Chuar Group im Grand Canyon der Vereinigten Staaten.

## Etymologie
Die Kwagunt-Formation ist nach dem Kwagunt Canyon (bzw. Kwagunt Creek) benannt, einem rechten Seitental des Colorado River. Diese auf John Wesley Powell zurückgehende Ortsbezeichnung leitet sich von einem Paiute namens Kwagunt (auch Quawgunt oder Kwaganti) ab. Kwagunt hat in der Sprache der Südlichen Paiute die Bedeutung ruhig oder ruhiger Mensch.

## Erstbenennung
Erstmals erwähnt wurde die Kwagunt-Formation im Jahr 1972 von T. D. Ford und W. J. Breed und dann von ihnen ein Jahr später auch offiziell so benannt.

## Vorkommen
Die Kwagunt-Formation ist als Teil der Chuar Group auf das östliche Grand Canyon im Norden Arizonas beschränkt. Ihre Vorkommen liegen in der Chuar-Synklinale westlich der Butte Fault. Im Einzelnen erstrecken sie sich über 14 Kilometer vom Nankoweap Creek im Norden bis nordöstlich des Lava Chuar Creeks im Süden. Die Breitenausdehnung beträgt maximal 5 Kilometer. In Bohrungen wird die Formation auch im Kane County im Süden Utahs sowie südlich und nordöstlich des Grand Canyons angetroffen.

## Stratigraphie

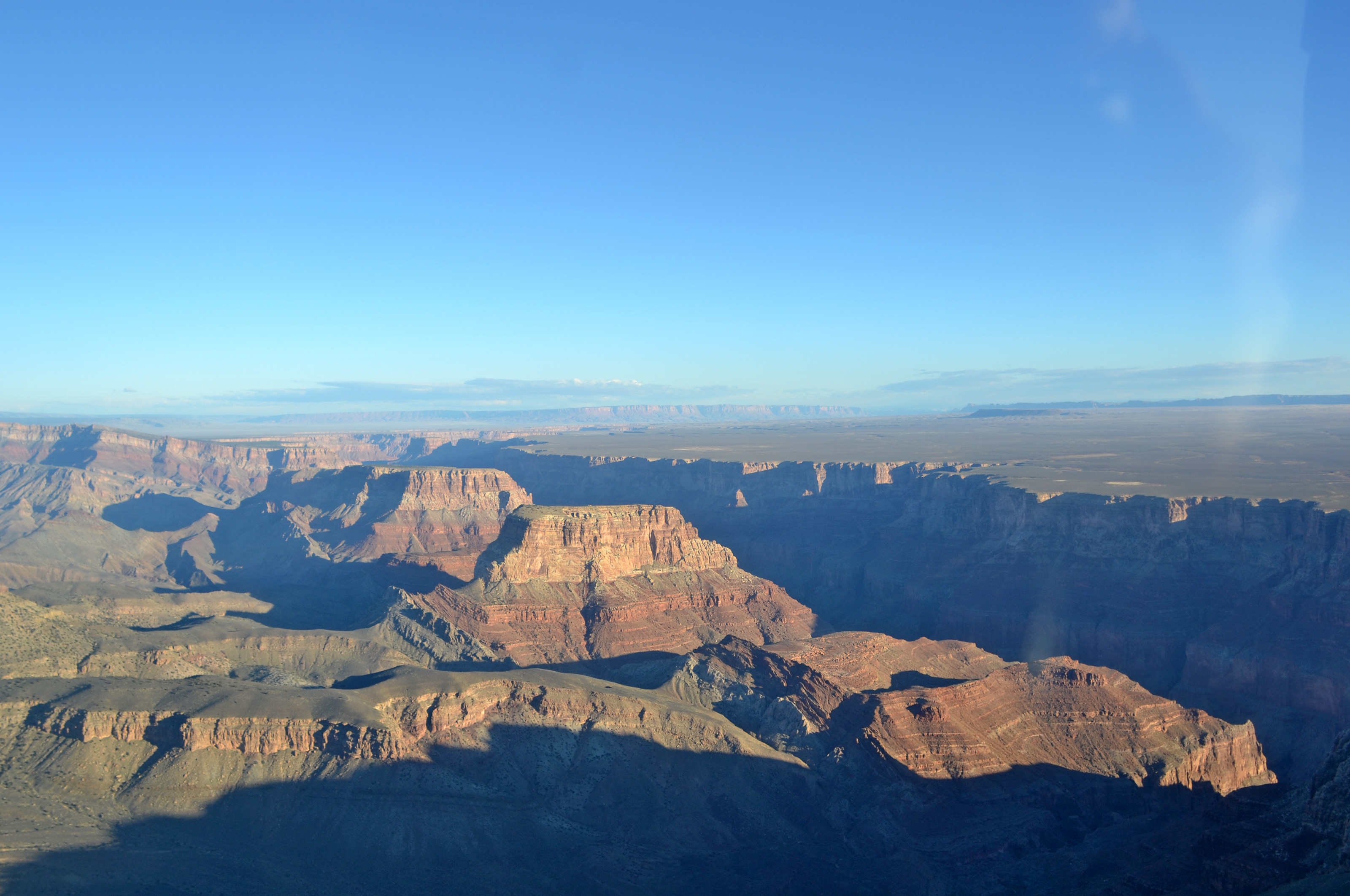
Awatubi Crest, Kwagunt Butte und Nankoweap Mesa. Die Kwagunt-Formation reicht am Awatubi Crest an die Butte Fault heran.

Die Kwagunt-Formation folgt mit dem Carbon-Butte-Member auf das Duppa-Member der Galeros-Formation (ebenfalls Chuar Group) und wird ihrerseits diskordant von der Sixtymile-Formation der Tonto Group überlagert. Sie besteht aus drei Member (vom Hangenden zum Liegenden):
- Walcott-Member – 255 Meter
- Awatubi-Member – 344 Meter
- Carbon-Butte-Member – 77 Meter

Die Mächtigkeit der Formation wird mit 627 bis 676 Meter angegeben. Eine Typlokalität wurde bisher noch nicht festgelegt.
Äquivalente der Kwagunt-Formation finden sich in der Pahrump Group im Südosten Kaliforniens und in der Uinta Mountain Group in Utah.

## Geologischer Überblick
Die Kwagunt-Formation wurde als abschließende Formation der Chuar Group im Chuar-Becken abgelagert. Hierbei handelte es sich um ein intrakratonisches Dehnungsbecken (engl. intracratonic extensional basin), das während des beginnenden Zerfalls Rodinias entstanden war und anderen Riftbecken dieses Zeitabschnitts weitestgehend ähnelte. Anhand paläomagnetischer Daten kann es im Tropengürtel zwischen 2 ° Süd und 18 ° Nord situiert werden. Das Becken stand im Austausch mit der offenen See und seine Sedimente lagerten sich unter Wellengang und Gezeiteneinfluss ab. Die Schichten sind noch vor der Sturtischen Vereisung abgesetzt worden, dennoch bedeckten zu diesem Zeitpunkt bereits Eismassen die höheren und vielleicht sogar auch die mittleren Breiten. Das Extrem einer Schneeball Erde ist aber dennoch auszuschließen. Die von organischem Schlamm betonte Formation zeigt Sedimentzyklen im Meterbereich, die jeweils von Dolomiten oder auch Sandsteinen abgedeckt werden. Es wird angenommen, dass diese Zyklen glazio-eustatischen Ursprungs sind und Meeresspiegeländerungen relativ geringen bis gemäßigten Ausmaßes widerspiegeln. Die fluktuierenden Wassertiefen dürften zwischen 10 und maximal 100 Meter gelegen haben.

## Lithologie
Primär besteht die Kwagunt-Formation aus feinkörnigen, Kohlenstoff-reichen klastischen Sedimenten (im frischen Zustand dunkelgraue bis schwarze Tonsteine und Schiefertone), in die gelegentliche Dolomitlagen eingeschaltet sind. Das Carbon-Butte-Member im Liegenden enthält auch rote Sandsteine mit Schrägschichtung.
Die majoritären siliziklastischen Tonsedimente der beiden oberen Member besitzen folgenden mineralogischen Aufbau:
- Quarz – 15 bis 70 Gewichtsprozent
- Illit – 10 bis 40 Gewichtsprozent
- Kaolinit – 10 bis 40 Gewichtsprozent
- Chlorit – 5 bis 10 Gewichtsprozent
- Alkalifeldspat – 5 bis 10 Gewichtsprozent
- Plagioklas – 0 bis 5 Gewichtsprozent

Quarz erreicht sein Maximum im mittleren Walcott-Member mit 70 Gewichtsprozent, im Vergleich zu seinem Minimum mit 15 Gewichtsprozent im mittleren Awatubi-Member. Kaolinit zeigt ein umgekehrtes Verhalten mit seinem Maximum von 40 Gewichtsprozent im Awatubi-Member, wohingegen er im Walcott-Member an Bedeutung verliert.
Der Dolomitanteil ist im oberen Carbon-Butte-Member und im Walcott-Member deutlich gegenüber dem Awatubi-Member erhöht. Umgekehrt zeigt das Awatubi-Member einen wesentlich höheren chemischen Verwitterungsindex (engl. chemical index of alteration oder CIA) als das Walcott-Member.
Das 77 Meter mächtigeCarbon-Butte-Member beginnt mit einem roten Sandstein, der recht großdimensionierte, flache Schrägschichtung und symmetrische Rippelmarken aufweist. Darüber folgen neben den üblichen Tonsteinen/Schiefertonen und einigen dünnen Sandstein/Siltstein-Zwischenlagen ein weißer Sandsteinhorizont. Schrägschichtungskörper im Dekameterbereich lassen eine bipolare Paläoströmung vermuten, wie sie für Gezeiten diagnostisch ist. Auch die sehr flache Schrägschichtung im Meterbereich ist wahrscheinlich im Gezeitenbereich entstanden und dürfte den Seitenabschnitten sich verschiebender Priele entsprechen. Ferner finden sich Deformationsstrukturen im unverfestigten Sediment, die entweder sehr rasch erfolgende Sedimentation oder sogar seismisch verursachte Bewegungen zu erkennen geben. Das folgende, 344 Meter mächtige Awatubi-Member beginnt mit einer dolomitischen Stromatolithenlage von Baicalia/Boxonia. Darüber legen sich bunte Tonsteine mit dünnen Zwischenlagen (weniger als 1 Meter dick) aus laminierten als auch massiven Dolomitbänken und aus Sand/Siltsteinbänken. Ins Hangende des Members werden die Tonsteine dunkel bis schwarz und enthalten Acritarchen und auch VSM (vasenförmige Mikrofossilien). Das abschließende, 255 Meter mächtige Walcott-Member beginnt mit einer kräftigen Dolomitlage, dem flaky dolomite (schuppig-flockiger Dolomit). Die Hauptmasse des Members wird wieder aus dunklen bis schwarzen Tonsteinen aufgebaut, in die sich erneut mehrere Dolomitlagen einschalten, darunter pisolithische/oolithische, laminierte und massive Dolomite sowie zwei Dolomitcouplets. Kurz vor Abschluss des Members erscheint eine vulkanische Aschenlage, die datiert werden konnte. Das Walcott-Member endet mit einer verkarsteten Dolomitschicht, auf die diskordant die auflagernde Sixtymile-Formation folgt. Das Walcott-Member enthält ebenfalls reichlich Acritarchen und VSM. Anzeichen für supratidales Auftauchen finden sich in den beiden Dolomitcouplets und im abschließenden Karst.

## Ablagerungsmilieu
Die Kwagunt-Formation war hauptsächlich in seichten subtidalen bis intertidalen Verhältnissen abgelagert worden. Die tiefsten Bedingungen – distales Subtidal mit weniger als 100 Meter Wassertiefe – herrschten im Hangenden des Awatubi-Members und im mittleren Walcott-Member. Es sind aber dennoch Ereignisse subaerischen Trockenfallens zu bemerken. Diese sind häufiger als in der unterlagernden Galeros-Formation und konzentrieren sich vor allem im Walcott-Member.
Die faziellen Gegebenheiten der Kwagunt-Formation entsprechen insgesamt einer niedrig-energetischen und relativ flachen (mehrere Zehnermeter Wassertiefe oder weniger) Meereseinbuchtung, die unter dem Einfluss von Wellen und Gezeiten stand. Größere Sturmereignisse waren jedoch selten. Ihre Schlämme hatten sich unter ruhigen Verhältnissen vorwiegend küstenabseits, teilweise aber auch in Lagunen und Gezeitenebenen abgesetzt – wobei der recht hohe Gehalt an organischer Substanz (TOC bis zu 9,39 Gewichtsprozent im Walcott-Member, 4,37 Gewichtsprozent im Awatubi-Member) durch mikrobielle Aktivitäten zu erklären ist. Diese Hintergrundsedimentation einer generellen Transgression wird von gelegentlichen sandigen (siliziklastischen) und dolomitischen (karbonatischen) Intervallen unterbrochen, welche beide als regressive Ereignisse anzusehen sind. Die Dolomitabdeckungen sind hierbei auf recht rasch erfolgte Meeresspiegelabsenkungen unter trockenen klimatischen Bedingungen und geringem Sedimenteintrag zurückzuführen, wohingegen die Sandabdeckungen auf nur minimale Absenkungen unter relativ feuchten Bedingungen mit stärkerer Verwitterung schließen lassen.

### Erdölmuttergestein
Aufgrund des bereits erwähnten hohen organischen Kohlenstoffgehalts im Walcott-Member und im oberen Awatubi-Member ist die Kwagunt-Formation ein Erdölmuttergestein. Das gebildete Erdöl besitzt einen relativ hohen Reifegrad und verblieb entweder in der Formation oder wanderte vorwiegend in den überlagernden Tapeats Sandstone. Speichergesteine sind aber auch punktuell die Bright-Angel-Formation und die Muav-Formation der kambrischen Tonto Group. Über den zeitlichen Ablauf der Erdölentstehung bestehen mehrere Modellanschauungen, es wird aber meist Oberjura und Unterkreide zwischen 150 und 136 Millionen Jahren als Zeitpunkt der Erdölentstehung angenommen. Der Reifeprozess dauerte dann bis ins Oligozän (Rupelium) hin an (bis rund 30–28 Millionen Jahren). Die Heraushebung des Colorado-Plateaus im Neogen beendete sodann diesen Prozess. Bedingt durch die Laramische Gebirgsbildung konnte das sich bildende Erdöl im Paläogen in tektonische Fallen abwandern.

### Kohlenstoffisotopen
Das untere Awatubi-Member besitzt eine deutliche, positive Kohlenstoffanomalie. So erreichen die δ13Ccarb-Werte immerhin bis zu + 15 ‰ PDB, wohingegen sie im oberen Walcott-Member wieder bis auf 0 ‰ PDB zurückgehen. Diese positive Kohlenstoffexkursion – sie gehört zu den größten in der Erdgeschichte bekannten – korreliert mit relativer Dolomitarmut und einem feucht-warmen Klimaschub während des Awatubi-Members. Sie kann als erhöhte Einbettungsrate organischen Kohlenstoffs interpretiert werden, welche ihrerseits eine sehr hohe Primärproduktion und auch hohe Sedimentationsrate widerspiegelt. Diese Schlussfolgerung wird durch die Tonsteinmineralogie gestützt (Zurücktreten von Quarz und Vorherrschaft von aus Feldspäten hervorgegangenen Kaolinit).

## Fossilien

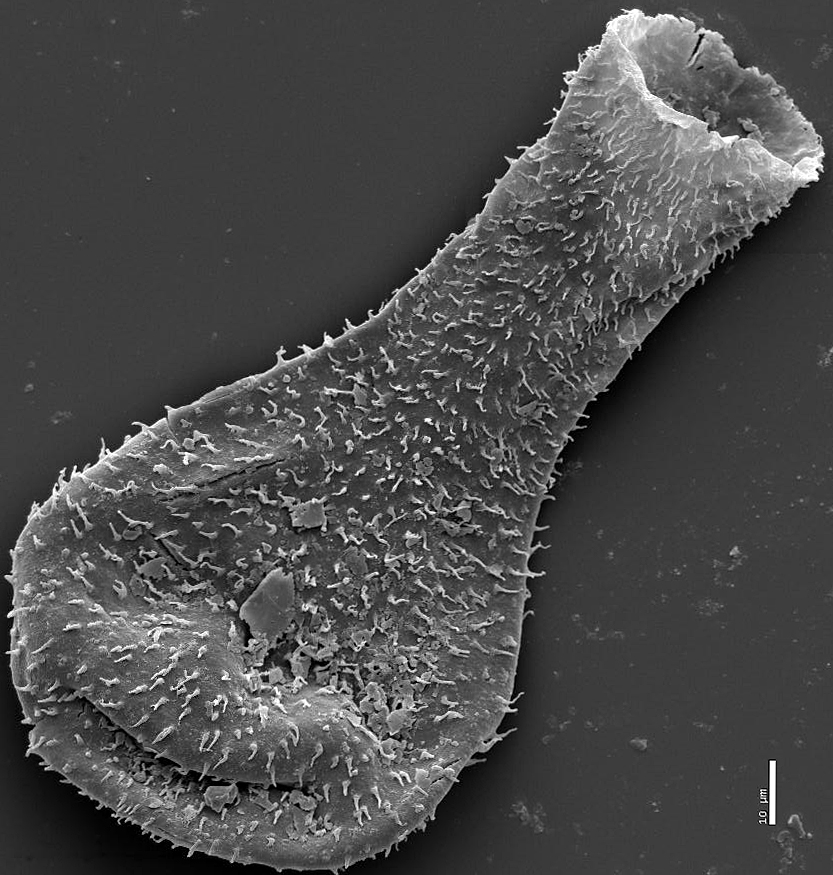
Chitinozoe aus dem Silur von Gotland

Die Kwagunt-Formation ist relativ fossilreich, insbesondere an Mikrofossilien – mit Ausnahme des fossilleeren Carbon-Butte-Members. Aus ihr stammen Acritarchen mit Chuaria circularis, Vasen-förmige Mikrofossilien (Chitinozoa – im Englischen als vase-shaped microfossils oder abgekürzt als VSM bezeichnet), eukaryotische Algenfilamente sowie Einzeller. Unter den Mikrofossilien finden sich Kolonienbildner mit organischen Zellwänden, Filamente und Scheidenstrukturen sowie die bereits angeführten VSM. Die Acritarchen sind sehr häufig im Awatubi-Member, werden jedoch selten im Walcott-Member. Die VSM treten jedoch hauptsächlich im Walcott-Member auf. Mit Sphaerocongregus variabilis (bzw. Bavlinella faveolata) sind auch kleiner als 1 μ messende Bakterienreste bekannt, welche in 5 bis 20 μ großen Aggregaten auftreten. Möglicherweise handelt es sich hier um eutrophische Cyanobakterien oder um anoxygene Bakterien ähnlich den heutigen Schwefelbakterien. Beides lässt auf ein sauerstoffarmes Milieu schließen – was durch die Gegenwart des Biomarkers Gammaceran (ein Triterpen) sowie durch Eisen- und Schwefelisotopenverhältnisse gestützt wird.
Manche der Mikrofossilien (inklusive der VSM) tragen so genannte Vampirspuren (engl. vampire traces). Dies sind lochartige, kreis- bis halbkreisförmige Durchstoßungsmarken.
Auch Stromatolithen treten auf, beispielsweise im Baicalia/Boxonia-Horizont an der Basis des Awatubi-Members.
Ferner sind weniger als 1 Millimeter große Spuren bekannt, die als von einer Meiofauna erzeugte Ichnofossilien gedeutet werden.
Chemische Analysen fanden Sterane vor, die als Biomarker eingesetzt werden können. Ein Steranprofil deutet unter anderem auf Schwämme.

## Tektonik
Das Chuar-Becken (und somit die Kwagunt-Formation) wird auf seiner Ostseite von der Nord- bis Nordnordwest-streichenden Butte Fault begrenzt, welche bereits während des Auseinanderbrechens von Rodinia vor rund 800 Millionen Jahren angelegt worden war. Die Butte Fault ist eine synsedimentäre Verwerfung, d. h. sie war bereits während der Ablagerung der Chuar-Sedimente aktiv. Hierauf deuten unter anderem auch Slumpstrukturen innerhalb der Kwagunt-Formation. Die Verwerfung verfaltete die Chuar-Sedimente in die bereits angeführte Chuar-Synklinale. Diese ist asymmetrisch mit einem wesentlich steileren Ostflügel entlang der Butte Fault, außerdem ist die Muldenachse ihrerseits leicht verfaltet und fällt in entgegengesetzte Richtungen ein. Die tektonischen Bewegungen an der Verwerfung hielten bis in die Ablagerungszeit der Sixtymile-Formation (unteres bis mittleres Kambrium) an. Die Butte Fault wurde während der Laramischen Gebirgsbildung in der ausgehenden Oberkreide reaktiviert, wobei die Muldenstruktur angehoben und herausgepresst wurde – im Verbund mit den anderen Monoklinalen des Kaibab-Plateaus.

## Alter
Laut Rooney und Kollegen (2018) wurde die Kwagunt-Formation im Zeitraum 751 bis 729 Millionen Jahren abgelagert. Dies entspricht dem ausgehenden Tonium. Die Aschentufflage im obersten Hangenden war von Karlstrom und Kollegen (2000) noch auf 742 ± 6 Millionen Jahre datiert worden. Die Formation ist somit etwas jünger als zuvor angenommen.